# Podnoszenie ciężarów na Letnich Igrzyskach Olimpijskich 2000 – waga kogucia mężczyzn
Rywalizacja w wadze do 56 kg mężczyzn w podnoszeniu ciężarów na Letnich Igrzyskach Olimpijskich 2000 odbyła się 16 września 2000 roku w hali Sydney Convention and Exhibition Centre. W rywalizacji wystartowało 22 zawodników z 19 krajów. Tytułu sprzed czterech lat nie obronił Chińczyk Tang Lingsheng, który tym razem nie startował. Nowym mistrzem olimpijskim został Turek Halil Mutlu, srebrny medal wywalczył Chińczyk - Wu Wenxiong, a trzecie miejsce zajął jego rodak - Zhang Xiangxiang.
Pierwotnie drugie miejsce zajął Bułgar Iwan Iwanow, jednak po wykryciu w jego organizmie zabronionych środków został on zdyskwalifikowany.

## Wyniki
| Pozycja | Zawodnik              | Reprezentacja                   | Waga  | Rwanie | Rwanie | Rwanie | Podrzut | Podrzut | Podrzut | Wynik |
| Pozycja | Zawodnik              | Reprezentacja                   | Waga  | 1      | 2      | 3      | 1       | 2       | 3       | Wynik |
| ------- | --------------------- | ------------------------------- | ----- | ------ | ------ | ------ | ------- | ------- | ------- | ----- |
| 1. !    | Halil Mutlu           | Turcja                          | 55,62 | 130,0  | 135,0  | 138,0  | 160,0   | 167,5   | 170,0   | 305,0 |
| 2. !    | Wu Wenxiong           | Chiny                           | 55,48 | 125,0  | 130,0  | 130,0  | 157,5   | 162,5   | 162,5   | 287,5 |
| 3. !    | Zhang Xiangxiang      | Chiny                           | 55,94 | 125,0  | 130,0  | 130,0  | 157,5   | 157,5   | 162,5   | 287,5 |
| 4       | Wang Shin-yuan        | Chińskie Tajpej                 | 55,38 | 125,0  | 127,5  | 127,5  | 155,0   | 160,0   | 162,5   | 285,0 |
| 5       | Sergio Álvarez        | Kuba                            | 55,66 | 120,0  | 120,0  | 125,0  | 150,0   | 155,0   | 160,0   | 275,0 |
| 6       | Adrian Jigău          | Rumunia                         | 55,72 | 122,5  | 127,5  | 127,5  | 152,5   | 157,5   | 157,5   | 275,0 |
| 7       | Witalij Dzierbianiou  | Białoruś                        | 55,96 | 115,0  | 120,0  | 125,0  | 145,0   | 150,0   | 155,0   | 275,0 |
| 8       | Yang Chin-yi          | Chińskie Tajpej                 | 55,58 | 120,0  | 125,0  | 127,5  | 150,0   | 150,0   | 155,0   | 270,0 |
| 9       | Ołeksandr Lichwald    | Ukraina                         | 55,86 | 120,0  | 125,0  | 125,0  | 150,0   | 155,0   | 155,0   | 270,0 |
| 10      | Hwang Kyu-dong        | Korea Południowa                | 55,94 | 110,0  | 110,0  | 115,0  | 142,5   | 147,5   | 152,5   | 267,5 |
| 11      | Nelson Castro         | Kolumbia                        | 55,32 | 110,0  | 115,0  | 117,5  | 140,0   | 145,0   | 145,0   | 260,0 |
| 12      | Luis Medrano          | Gwatemala                       | 55,94 | 115,0  | 117,5  | 117,5  | 137,5   | 140,0   | 142,5   | 257,5 |
| 13      | Koki Tagashira        | Japonia                         | 55,44 | 107,5  | 112,5  | 117,5  | 135,0   | 140,0   | 142,5   | 252,5 |
| 14      | Éric Bonnel           | Francja                         | 55,70 | 112,5  | 117,5  | 117,5  | 140,0   | 147,5   | 147,5   | 252,5 |
| 15      | Yasuji Kikuzuma       | Japonia                         | 55,82 | 105,0  | 105,0  | 105,0  | 140,0   | 140,0   | 145,0   | 250,0 |
| 16      | Thandava Murthy Muthu | Indie                           | 55,90 | 105,0  | 110,0  | 112,5  | 130,0   | 135,0   | 135,0   | 245,0 |
| 17      | Mehmet Yağcı          | Australia                       | 55,94 | 100,0  | 100,0  | 105,0  | 125,0   | 130,0   | 135,0   | 235,0 |
| 18      | Orlando Vásquez       | Nikaragua                       | 55,84 | 102,5  | 107,5  | 107,5  | 130,0   | 135,0   | 135,0   | 232,5 |
| 19      | Gino Soupprayen       | Mauritius                       | 55,88 | 90,0   | 95,0   | 100,0  | 110,0   | 115,0   | 117,5   | 210,0 |
| 20      | Martinho de Araújo    | Niezależni sportowcy olimpijscy | 55,54 | 65,0   | 65,0   | 67,5   | 85,0    | 90,0    | 95,0    | 157,5 |
| —       | Manuel Minginfel      | Mikronezja                      | 55,70 | 97,5   | 97,5   | 97,5   | —       | —       | —       | —     |
| —       | Iwan Iwanow           | Bułgaria                        | 55,92 | 125,0  | 130,0  | 130,0  | 155,0   | 160,0   | 162,5   | DSQ   |